# Hot R&B/Hip-Hop Singles Sales
Hot R&B/Hip-Hop Singles Sales är en histlista över försäljningen av kommersiella CD-singlar på storstadsmarknaden. När CD-skivan började minska i försäljning, blev även 12-maxisinglar vanliga.